# Мадагаскар на летних Олимпийских играх 1996
Мадагаскар принимал участие в Летних Олимпийских играх 1996 года в Атланте (США) в седьмой раз за свою историю, но не завоевал ни одной медали. Сборную страны представляли 7 женщин.